# 中国興業銀行
株式会社中国興業銀行（ちゅうごくこうぎょうぎんこう）は、日本の鳥取県米子市にかつて存在した普通銀行である。

## 概要
明治30年（1897年）、前身となる中国貯蓄銀行が鳥取県最初の貯蓄銀行として米子銀行内に設立される。明治44年（1911年）その本店を法勝寺の角に新築した。
大正2年（1913年）資本金を9万円に増資し、支店も各地にふえた。その間、大正8年（1919年）には預金取付騒ぎなどもあったが、大正11年（1922年）1月、貯蓄銀行法の施行に伴って、中国興業銀行に改組し普通銀行に転換した。資本金を50万円、頭取は名島嘉吉郎、常務取締役は野坂吉五郎であった。
大正15年（1926年）には米子銀行との間に合併の話がもち上ったが延期となり、結局、昭和3年（1928年）2月になって合併が実現した。

## 関連
- 名島嘉吉郎
- 野坂吉五郎
- 米子銀行